# Tjiuee Uanivi

a Compétitions nationales et continentales officielles uniquement.

b Matchs officiels uniquement.
Dernière mise à jour le 8 juin 2020.
Tjiuee Uanivi, né le 31 décembre 1990, est un joueur international namibien de rugby à XV qui joue aux postes de deuxième ligne ou troisième ligne avec le US Montauban en Pro D2.

## Biographie
Repéré lors de la coupe du monde de rugby à sept par Nicolas Godignon, entraîneur au CA Brive, il rejoint ce club pour évoluer avec les espoirs lors de la saison 2013-2014. Il fait ses débuts en championnat de France, Top 14, lors de cette même saison, face au Rugby club toulonnais. Il reste deux saisons au CA Brive, pendant lesquelles il dispute un total de 10 rencontres pour un essai inscrit. Il joue 7 fois en Challenge Cup et 3 fois en Top 14.
En novembre 2014, il figure dans le groupe de joueurs de la Namibie, puis il participe à la Coupe des Nations 2015. Il fait partie du groupe qui dispute la coupe du monde 2015. Après cela, il rejoint l'Afrique du Sud et le club des Natal Sharks, lui permettant d'intégrer le groupe des Sharks pour disputer le Super Rugby 2016. Il s'engage donc, à partir de la saison 2016-2017, avec le club écossais des Glasgow Warriors pour la durée d'une saison.
En septembre 2019, il retenu par le sélectionneur Phil Davies pour disputer la coupe du monde au Japon.
En août 2023, il est sélectionné pour participer à la Coupe du monde 2023, se déroulant en France.

## Palmarès
- US Montauban
  - Vainqueur du Championnat de France de 2e division en 2025.